# Shūmatsu no Harem: Fantasia
Shūmatsu no Harem: Fantasia (終末のハーレム ファンタジア Shūmatsu no Hāremu Fantajia?) es una serie de manga japonés escrito por LINK e ilustrado por SAVAN. Está relacionado con la serie Shūmatsu no Harem. El manga spin-off empezó su serialización en Ultra Jump de Shūeisha el 19 de abril de 2018. También está siendo publicado en Shōnen Jump+ y en la aplicación Young Jump!, y hasta el momento ha sido compilado en 15 volúmenes tankōbon.

## Media

### Manga
Shūmatsu no Harem: Fantasia está escrito por LINK e ilustrado por SAVAN. El manga comenzó a publicarse en Ultra Jump de Shūeisha el 19 de abril de 2018. También se publica en la revista digital Shōnen Jump+ y en la aplicación Young Jump!.
| Volúmenes de manga publicados | Volúmenes de manga publicados | Volúmenes de manga publicados |
| Número                        | Fecha de publicación          | ISBN                          |
| ----------------------------- | ----------------------------- | ----------------------------- |
| 1                             | 2 de noviembre de 2018        | ISBN 978-4-08-891129-8        |
| 2                             | 4 de marzo de 2019            | ISBN 978-4-08-891247-9        |
| 3                             | 2 de agosto de 2019           | ISBN 978-4-08-891353-7        |
| 4                             | 4 de enero de 2020            | ISBN 978-4-08-891470-1        |
| 5                             | 4 de agosto de 2020           | ISBN 978-4-08-891652-1        |
| 6                             | 4 de enero de 2021            | ISBN 978-4-08-891762-7        |
| 7                             | 4 de junio de 2021            | ISBN 978-4-08-891873-0        |
| 8                             | 4 de octubre de 2021          | ISBN 978-4-08-892110-5        |
| 9                             | 4 de enero de 2022            | ISBN 978-4-08-892159-4        |
| 10                            | 2 de mayo de 2022             | ISBN 978-4-08-892304-8        |
| 11                            | 2 de septiembre de 2022       | ISBN 978-4-08-892459-5        |
| 12                            | 2 de diciembre de 2022        | ISBN 978-4-08-892588-2        |
| 13                            | 4 de abril de 2023            | ISBN 978-4-08-892733-6        |
| 14                            | 4 de agosto de 2023           | ISBN 978-4-08-892884-5        |
| 15                            | 4 de diciembre de 2023        | ISBN 978-4-08-893149-4        |

### Spin-off
Una serie spin-off titulada Shūmatsu no Harem: Fantasia Academy, con personajes en el entorno escolar moderno, comenzó en a serializarse en Ultra Jump el 19 de mayo de 2020. La serialización finalizó el 17 de julio de 2022.
| Volúmenes de manga publicados | Volúmenes de manga publicados | Volúmenes de manga publicados |
| Número                        | Fecha de publicación          | ISBN                          |
| ----------------------------- | ----------------------------- | ----------------------------- |
| 1                             | 4 de enero de 2021            | ISBN 978-4-08-891763-4        |
| 2                             | 4 de octubre de 2021          | ISBN 978-4-08-892111-2        |
| 3                             | 4 de agosto de 2022           | ISBN 978-4-08-892406-9        |

## Recepción
En diciembre de 2018, el manga tenía 100,000 copias en circulación.